# ブレゲー デュポン
ブレゲー デュポン
エールフランスのブレゲー 763 プロヴァンス
- 用途：旅客機、輸送機
- 製造者：ブレゲー
- 運用者： フランス（エールフランス、フランス空軍）
- 初飛行：1949年2月15日
- 生産数：19機
- 運用開始：1953年

ブレゲー デュポンシリーズ（Breguet 761/763/765）は、1940年代から1950年代にかけてフランスのブレゲー社により生産された2階建てデッキの輸送機である。
この機種は通常「デュポン」（Deux-Ponts、ダブルデッキ）と呼ばれるが、これは正式名称ではない。

## 設計と開発
ブレゲー社は第二次世界大戦が終わる前の1944年から早くも2階建て旅客機のブレゲー 761の設計を始め、試作機は1949年2月15日に初飛行を行った。
761は片持ち式の主翼を巨大な胴体の中翼位置に配し、主車輪が2重タイヤの引き込み式の首輪式降着装置を備え、後部胴体の高い位置に垂直尾翼と方向舵を2枚もっていた。試作機はSNECMA社が製造した1,850 hp (1380 kW)を発生するグローム・ノーム 14R 星型エンジンを4基装備していた。
試作機に続き2,020 hp (1506 kW) を発生するプラット・アンド・ホイットニー R-2800-B31星型エンジンを装備した前量産モデルのBr.761Sが3機製造された。このモデルは中央の垂直尾翼をもっていた。
エールフランスはBr.761に興味を示し1951年にBr.763 プロバンスという名称で12機を発注した。763はより強力なエンジンを装備し、主翼が延長、強化され操縦席には3名の乗員が搭乗した。763は1951年7月20日に初飛行し、1952年8月にエールフランスに就航した。エールフランス機には上部デッキに59名、下部デッキに48名の乗客が搭乗できたが、高積載型では135名までが搭乗できた。エールフランスは1964年中に6機のBr.763をフランス空軍へ移譲した。フランス空軍は3機の前量産型のBr.761Sと着脱式の貨物ドアを装備した新造のBr.765 サハラも4機購入した。
イギリス製エンジンを装備した派生型（イギリスの潜在顧客向け）を製造することが計画されたが実現しなかった。この計画では766型にはブリストル ハーキュリーズ エンジンを、767型にはイギリス製ターボプロップエンジンを装備することになっていた。

## 運用の歴史
1955年にフランス空軍が購入した3機の前量産型のBr.761Sとエールフランスから購入した3機のサハラの飛行隊は空軍に太平洋の核実験試験場へ兵員と機材を運ぶ有益な輸送力を提供した。サハラの飛行隊は1972年に退役した。
エールフランスは残りの6機のBr.763を「ユニバーサル（Universal）」という名称の輸送機に改装し、これらは1972年まで使用された。

## 派生型

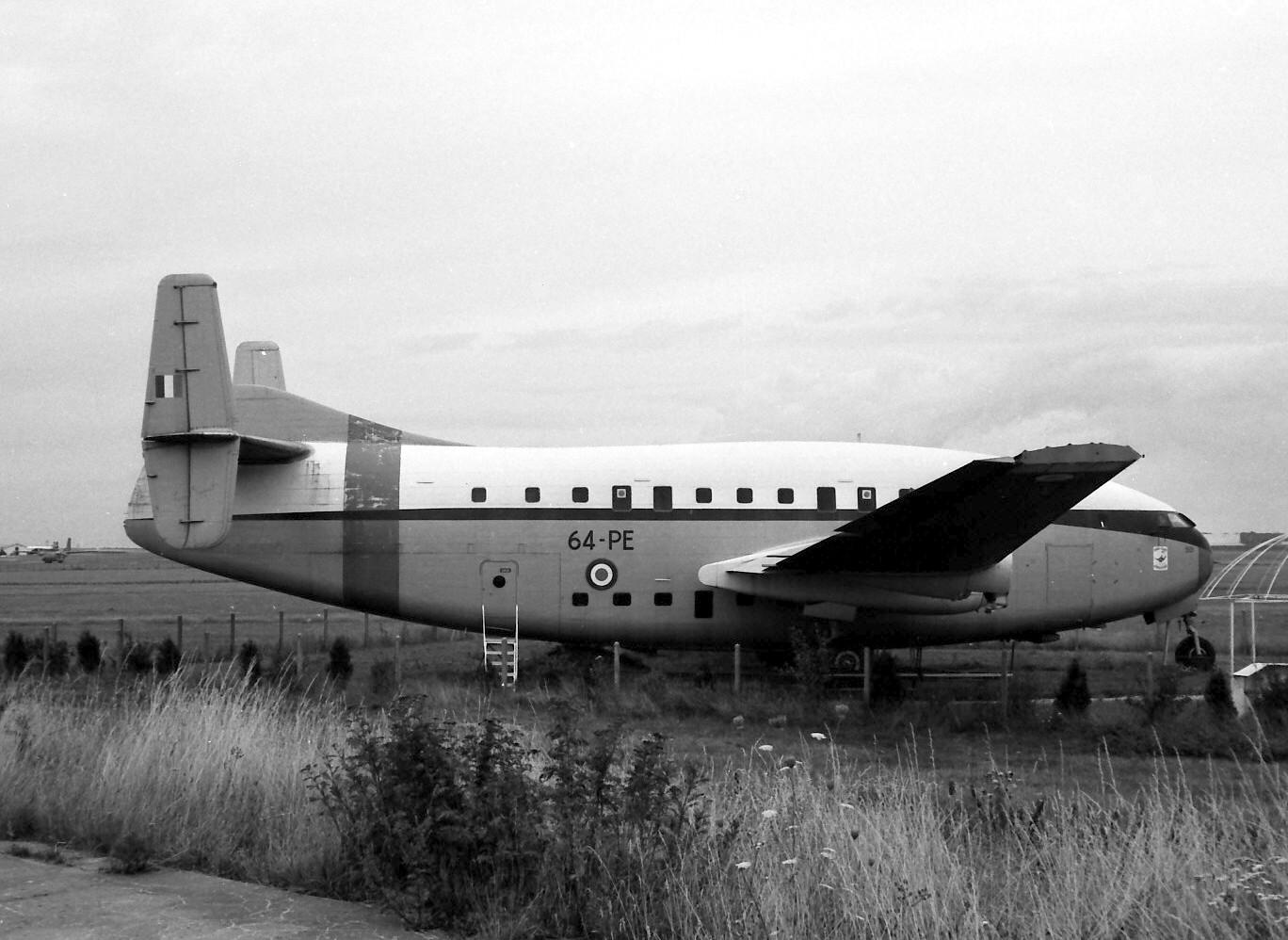
フランス空軍のブレゲー 765

ブレゲー 761
1,850 hp (1380 kW)を発生するグローム・ノーム 14R 星型エンジンを4基装備した試作機。1機のみ製造。
ブレゲー 761S
2,100 hpを発生するプラット・アンド・ホイットニー R-2800-B31星型エンジンを装備した前量産モデル。3機製造。
ブレゲー 763 プロバンス
エールフランス向け量産モデル。12機製造。
ブレゲー 764
対潜哨戒機の提案モデル。試作機の761が換装される予定だったが計画は放棄された。
ブレゲー 765 サハラ
フランス空軍向け輸送機モデル。4機製造。

## 運用
アルジェリア
- アルジェリア航空 （1952年に評価のために貸与）

 フランス
- フランス空軍
- エールフランス

 イギリス
- シルバーシティ航空（Silver City）（1953年 リース）

## 要目
(Br.763)
- 乗員：3名

ブレゲー デュポンの三面図

- 全長：28.94 m (94 ft 111⁄2 in)
- 全幅：42.99 m (141 ft 1⁄4 in)
- 全高：9.55 m (31 ft 4 in)
- 翼面積：185.40 m2 (1,995.7 ft2)
- 空虚重量：32,535 kg (71,727 lb)
- 最大離陸重量：51,600 kg (113,759 lb)
- 搭載重量：8,458 kg (18,647 lb)
- 最高速度：390 km/h (242 mph)
- 巡航高度：7,300 m (23.950 ft)
- 航続距離：2,165 km (1,345 miles)
- エンジン：プラット・アンド・ホイットニー R-2800- CA18星型エンジン 2,400 hp (1,790 kw) ×4